# Crazylegs Crane
Crane, a cegonha perna fina (Crazylegs Crane, no original em inglês) é um desenho de animação, criado pelos estúdios DePatie-Freleng Enterprises. Estreou nos EUA em 9 de setembro de 1978.
Conta a história de Crane, uma cegonha atrapalhada, que sempre se machuca quando vai aterrissar, e de seu filho, que morre de vergonha do pai. Nas histórias, ele tem com missão capturar um animal conhecido como Dragonave, que cospe fogo. Mas tem vezes que eles também ficam juntos. No Brasil, a série se tornou popular, pois o Marcio Seixas (dublador de Crane) impulsionou a voz do personagem, dando um sotaque mineiro para o Crane, algo que não tinha na dublagem original.
Era um personagem secundário no desenho de Toro e Pancho, mas depois, com o sucesso, acabou ganhando uma série própria.

## Lista de episódios
nomes originais (em inglês), entre parentêses (em português)
1) Life with Feather (Aprendendo com o Papai)
Sinopse: Júnior, filho da Garça, aprende com o pai como pegar uma Dragonave. A iniciativa até que dá certo, mas o espirro do animal na cozinha põe tudo a perder.
2) Crane Brained (A Garça e o Dragãozinho)
Sinopse: A Garça tenta capturar o dragãozinho de modo que envergonha o filho a ponto dele nunca mais mostrar o rosto.
3) King Of The Swamp (Rei dos Pântanos)
Sinopse: A Garça brinca com o fato de ser classificada como rei dos pântanos.
4) Sonic Broom (Azar da Bruxa)
Sinopse: Uma bruxa tenta capturar a dragonave para fazer um shampoo, mas a Garça acaba atrapalhando os planos dela, que vê também sua varinha ser quebrada.
5) Winter Blunderland (Garça Congelada)
Sinopse: A Garça fica presa no frio por errar o calendário, mas tenta capturar a Dragonave, sem sucesso.
6) Storky And Hatch (Como Chocar uma Bola de Sinuca)
Sinopse: A Garça encontra uma bola de sinuca arremessada de um ponto e a leva pensando que é um ovo. O problema é que a bola escapa dele. No final, ele encontra o ovo na casa de uma crocodila.
7) Fly By Knight (Garça, o Cavaleiro)
Sinopse: A Garça, atendendo o filho, decide se tornar um cavaleiro, sendo que para isso, terá de caçar o dragãozinho.
8) Sneaker Snack (Lanche Frutivel)
Sinopse: A Garça, em companhia de seu irmão, caça a dragonave, mas os dois tem problemas juntos.
9) Barnacle Bird (Ave Brava)
Sinopse: A dragonave vira marinheiro, mas é caçado pela Garça, que tem complicações com o cão de guarda do navio e um tubarão.
10) Animal Crack-Ups (A Garça vai ao Circo)
Sinopse: A Dragonave vira uma estrela de circo, mas isso não impede a Garça de tentar capturá-la; porém, seus planos vão por água abaixo.
11) Jet Feathers (Penas a Jato)
Sinopse: A Garça procura, por meio de aviões, capturar a dragonave. O problema é que as aeronaves não funcionam e o animal é obrigado a parar na Lua.
12) Nest Quest (Casa dos Sonhos)
Sinopse: Ao ter seu ninho explodido pela dragonave (ele inalou a sujeira), a Garça desiste de ter outros ninhos e decide construir uma casa, mas a construção acaba destruída por erros no seu projeto.
13) Bug Off (Reaprendendo a Voar)
Sinopse: Ao ser zoado pela dragonave por conta de seu peso, a Garça cai constantemente. Por isso, uma espécie de consciência decide ajudá-lo a voar, mas o animalzinho não deixa.
14) Beach Bummer (Invadindo a Praia)
Sinopse: A Graça e a Dragonave vão juntos a Praia do Coco, mas o animal é mandado embora constantemente pelo guarda, que o acusa de não ter pagado o pedágio.
15) Flower Power (Erva Daninha Poderosa)
Sinopse: Ao regar uma flor, a Garça se depara com uma erva daninha que reivindica seu local. Por isso, ele tenta capturá-lo, mas ao jogar um inseticida nele, é caçado por ter aumentado o tamanho dele.
16) Trail Of The Lonesome Mine (A Mina de Ouro)
Sinopse: A dragonave leva uma pepita de ouro pra comprar comida e a garça diz que vai buscar a mina em que o animalzinho encontrou. Mas a dona do local é uma duquesa perdida, que foi transformada em uma bruxa por um feiticeiro, mas acaba voltando a ser depois da Garça ter a levado para o local.

## Ficha técnica
- Distribuição: United Artists
- Direção: Sid Marcus, Gerry Chiniquy, Bob Richardson, Dave Detiege, Art Davis, Brad Case
- Produção: David H. DePatie e Friz Freleng
- Animação: Bob Richardson, Nelson Shin, Don Williams, Lee Halpern, John Gibbs, Norm McCabe, Bob Kirk, Bob BeMiller, Art Vitello, Bill Hutten, Tony Love, Bernard Posner, Bob Bransford
- Roteirista: John Dunn, Bob Ogle, Dave Detiege, Cliff Roberts, Tony Benedict
- Data de estreia: 9 de setembro de 1978
- Colorido

### Elenco de dublagem
- Crane : Márcio Seixas
- Júnior : Peterson Adriano
- Dragonave : Paulo Vignolo

## Em outros idiomas
- Inglês: Crazylegs Crane